# Stefan Czaja
Stefan Czaja (ur. 1 września 1943 w Sadkach pow. wyrzyski, zm. 3 lipca 2003 w Toruniu) – bibliotekarz, starszy kustosz dyplomowany, wieloletni dyrektor Biblioteki Uniwersytetu Mikołaja Kopernika w Toruniu.

## Dzieciństwo i edukacja
Stefan Czaja urodził się 1 września 1943 r. w Sadkach w powiecie wyrzyskim (woj. bydgoskie). Miał troje rodzeństwa. Jego rodzicami byli Antoni Czaja i Seweryna z domu Smełsz. Ojciec był leśnikiem.
Z powodu częstych przeprowadzek rodziców S. Cz. chodził do szkół w różnych miejscowościach. Edukację swoją rozpoczął w Lubrzy (pow. Świebodzin) na „Ziemiach Odzyskanych”, dokąd rodzina Czajów przeprowadziła się po wojnie. Na skutek kolejnej przeprowadzki szkołę podstawową ukończył w Żaganiu (woj. zielonogórskie, obecnie woj. lubuskie) w 1957 r. W tym samym roku rodzina Czajów przeniosła się na Mazury, gdzie rozpoczął naukę w Państwowym Liceum Pedagogicznym w Ostródzie. Liceum to rozpoczęło swą działalność w 1947 r., kształcąc przyszłych nauczycieli szkół podstawowych do 1963 r., kiedy to jego mury opuścili ostatni absolwenci. Początkowo było to – podobnie jak wszystkie tego typu placówki – liceum czteroletnie, od roku szkolnego 1953/1954 pięcioletnie. W czasie nauki Stefan Czaja brał czynny udział w życiu szkolnym, działał m.in. w Związku Harcerstwa Polskiego. Z przedmiotów objętych programem szkolnym najbardziej interesował się historią. Wielokrotnie brał udział w eliminacjach szkolnych kół historycznych pod nazwą „Olimpiady Humanistyczne”, w których był dwukrotnie nagradzany. W 1962 r. zdał egzamin dojrzałości.
W 1962 rozpoczął studia historyczne na Wydziale Humanistycznym Uniwersytetu Mikołaja Kopernika w Toruniu, wybierając dwie specjalizacje: pedagogiczną i archiwistyczną. Wybór kierunku studiów motywował chęcią „wzbogacenia swojego zasobu wiedzy, by potem pracować z pożytkiem dla społeczeństwa”. W czasie studiów aktywnie działał w organizacjach studenckich i społecznych, był m.in. członkiem Zarządu Studenckiego Koła Historyków (1962–1966), w latach 1964–1966 przewodniczącym Studenckiego Koła Archiwistów i członkiem Rady Uczelnianej Zrzeszenia Studentów Polskich, na II roku studiów został wiceprzewodniczącym, działającego na jego roku, Koła Związku Młodzieży Wiejskiej. W roku 1967 przyjęto go w poczet członków Oddziału Polskiego Towarzystwa Historycznego w Olsztynie i Stowarzyszenia Archiwistów Polskich. Pracę magisterską przygotował pod kierunkiem prof. dra hab. Andrzeja Tomczaka pt. Zbiór prasy osiemnastowiecznej w Archiwum Państwowym w Toruniu. 14 czerwca 1967 r. zdał egzamin magisterski z wynikiem bardzo dobrym, uzyskując dyplom magistra historii ze specjalnością dydaktyczną i archiwalną.

## Praca zawodowa
Po ukończeniu studiów, w sierpniu 1967 r. złożył podanie o przyjęcie do toruńskiej Biblioteki Uniwersyteckiej, argumentując je tym, iż praca w bibliotece odpowiada w pełni jego zamiłowaniom i jest gotów się jej poświęcić. Niestety z braku wolnego etatu nie został przyjęty. Dlatego swoją aktywność zawodową zaczął od zatrudnienia w Wojewódzkim Archiwum Państwowym w Olsztynie, przepracował w nim niecałe dwa miesiące, od 15 września do 31 października 1967, na stanowisku kierownika Oddziału Akt Staropolskich. 1 listopada przyjęty został do pracy w Bibliotece Uniwersyteckiej, z którą związał się na całe życie. W Toruniu też założył rodzinę zawierając w 1969 r. związek małżeński z Elżbietą Nowak, w roku 1984 urodziła się córka Agnieszka.
Przez prawie 36 lat przeszedł całą drogę zawodową, od młodszego bibliotekarza do starszego kustosza dyplomowanego oraz od szeregowego pracownika do funkcji dyrektora Biblioteki Uniwersyteckiej. W początkowym okresie pracy, jako młodszy bibliotekarz odbył praktykę w poszczególnych Oddziałach Biblioteki (1967–1969), następnie przez dwa lata prowadził Referat Egzemplarza Obowiązkowego. W 1971 r. został bibliotekarzem oraz kierownikiem, największego w Bibliotece, Oddziału Magazynów i Konserwacji Zbiorów. Był wtedy najmłodszym wśród pracujących w tamtym czasie kierowników. Doceniając jego kompetencje i zaangażowanie, dyrektor Maria Puciatowa powierzyła mu opracowanie projektu operacji przeprowadzki zbiorów z budynku ówczesnej biblioteki przy ul. Chopina do nowego budynku na Bielanach. S. Cz. z tego zadania wywiązał się wzorowo. W marcu 1973 r. dyrektor biblioteki złożyła wniosek do władz uczelni o utworzenie w Bibliotece stanowiska drugiego wicedyrektora. Jednocześnie proponowała, aby powołać na nie mgra Stefana Czaję, uzasadniając wniosek słowami: „Mgr Czaja jest wybitnym kandydatem na to stanowisko. […] Zdolny, inteligentny, bystry i bardzo pracowity […], a największą jego zaletą to nieprzeciętne zaangażowanie, oddanie się całkowicie Zakładowi kosztem spraw własnych”. Z dniem 15 kwietnia 1973 r. został zastępcą dyrektora. W wyniku zdanego w grudniu 1973 r., państwowego egzaminu na stanowisko bibliotekarza dyplomowanego awansowany został we wrześniu 1974 na adiunkta bibliotecznego, a potem w 1980 r. na kustosza dyplomowanego, a w kwietniu 1985 r. na starszego kustosza dyplomowanego. Funkcję zastępcy dyrektora pełnił z krótką przerwą (1979–1980) w okresie 15.04.1973 – 30.09.1986. W tym czasie podjął etatową pracę w Komitecie Uczelnianym PZPR, będąc jednocześnie zatrudnionym w Bibliotece w niepełnym wymiarze godzin (na jedną czwartą etatu). Po roku powrócił do pracy w Bibliotece, na stanowisko zastępcy dyrektora.
1 października 1986 r. został powołany na stanowisko dyrektora, na którym pozostawał do śmierci – 3 lipca 2003.
Stefan Czaja pełnił funkcje w życiu Uczelni, działał także poza nią. Przez wiele lat był członkiem Senatu UMK, powoływano go do różnych komisji senackich i uniwersyteckich, m.in. Uczelnianej Komisji Oceniającej, finansowej, organizacyjnej, statutowej czy wydawniczej. Jako zastępca, a potem dyrektor Biblioteki Uniwersyteckiej, od 1982 r. był stałym członkiem uczelnianej Rady Bibliotecznej. Polskie środowisko bibliotekarskie ceniło jego wiedzę i umiejętności. Liczyło się z jego opiniami dotyczącymi nowoczesnego bibliotekarstwa i problemami zawodu bibliotekarza, uznając go za autorytet w tych dziedzinach. Z tego powodu wybierano go do wielu ważnych gremiów bibliotekarskich i zawodowych. Był członkiem Komisji Koordynacyjnej Bibliotek Naukowych Szkół Wyższych MEN (1987–1989), a następnie w latach 1989–1991 przewodniczył Konferencji Dyrektorów Szkół Wyższych MEN. Uczestniczył również od 1992 r. w pracach Zespołu Biblioteki Narodowej nad przygotowaniem nowej ustawy o bibliotekach. W 1993 r. Komitet Badań Naukowych powołał go na dwie kadencje w skład Opiniodawczego Zespołu do Spraw Krajowej Polityki w Zakresie Informacji Naukowej. Przez dwie kadencje (1997–2003) był członkiem Rad Wykonawczych Konferencji Dyrektorów Bibliotek Akademickich Szkół Polskich. W prace każdego z tych gremiów bardzo się angażował i działał w nich efektywnie.
Bardzo wysoko ceniono jego recenzje i opinie projektów budowy lub modernizacji nowych budynków bibliotecznych najważniejszych bibliotek w kraju, głównie książnic akademickich. W kwestii budownictwa bibliotecznego był autorytetem. W ramach pracy i doskonalenia zawodowego od 1981 r. wyjeżdżał do różnych bibliotek zagranicznych, m.in. niemieckich, szwajcarskich, angielskich oraz francuskich. W ostatnich latach często składał wizyty w partnerskich bibliotekach na Litwie.
Nawiązywał i rozwijał kontakty między Biblioteką a zagranicznymi bibliotekami i innymi instytucjami naukowo-kulturalnymi, których efektem była obopólna współpraca. Szczególnie owocne były relacje z Biblioteką Uniwersytetu w Wilnie oraz instytucjami niemieckimi: Deutsches Polen-Institut w Darmstadt, bibliotekami w Getyndze i Marburgu. Efektami tych wszystkich działań i starań podejmowanych przez Stefana Czaję były powstałe w kooperacji z partnerem niemieckim publikacje m.in. czterotomowa bibliografia stosunków polsko-niemieckich w zakresie kultury.
Ważną częścią działalności bibliotekarskiej dyrektora było inicjowanie i organizowanie wystaw na terenie Biblioteki i miasta. Wiele z nich były prezentowane w innych miastach polskich i ośrodkach zagranicznych. Do najważniejszych należała wystawa prezentująca okres międzywojenny Uniwersytetu Stefana Batorego w Wilnie.
Czasy, na jakie przypadło dyrektorowanie Stefana Czai, okazały się trudne dla biblioteki i bibliotekarzy, ponieważ do bibliotek wkraczała komputeryzacja. Pierwsze kilka lat jego urzędowania zbiegło się również ze zmianami wynikającymi z transformacji ustrojowej, jaka nastąpiła w Polsce na przełomie lat osiemdziesiątych i dziewięćdziesiątych. Dzięki wszechstronnemu i gruntownemu przygotowaniu, wiedzy fachowej oraz umiejętnościom, okres jego rządów na stanowiskach dyrektorskich odznaczył się dla biblioteki rozbudową i rozwojem, modernizacją, a także wzbogacaniem i zabezpieczaniem zbiorów. Było to możliwe m.in. dzięki skutecznym zabiegom dyrektora w różnych instytucjach, również pozauczelnianych, o środki finansowe.
Wysiłki dyrektora S. Cz. zostały wysoko ocenione przez najwyższe gremia naukowe i zawodowe w Polsce: Komitet Badań Naukowych przyznał (2003) Bibliotece Uniwersyteckiej kategorię trzecią, zaś Zarząd Główny Stowarzyszenia Bibliotekarzy Polskich wyróżnił (2002) Bibliotekę medalem „Bibliotheca Magna Perennisque”.
S. Cz. zapamiętano jako człowieka skromnego, życzliwego i przystępnego oraz dbającego o interesy swoich pracowników. Inspirował do podejmowania prac naukowych, badawczych oraz bibliotekarskich. Dla wielu był przyjacielem. W hierarchii ważności kierowana przez niego Biblioteka Uniwersytecka zajmowała miejsce najwyższe.
Przy jednej z czytelń, mieszczącej się w nowoczesnym aneksie dobudowanym do gmachu bibliotecznego w 2000 r. staraniem dyrektora Czai, umieszczono tablicę poświęconą jego pamięci.

## Działalność naukowo-publicystyczna i dydaktyczna
Dyrektor Stefan Czaja, oprócz zarządzania biblioteką, prowadził działalność naukowo-publicystyczną, która była ważną częścią jego życia. Pierwszy jego artykuł ukazał się w 1976 r. Zajmował się przede wszystkim problematyką prawną bibliotek i zawodu bibliotekarza, organizacją i funkcjonowaniem bibliotek, mechanizacją i automatyzacją prac bibliotecznych oraz modernizacją bibliotek. Chętnie podejmowanymi przez niego tematami było budownictwo biblioteczne, techniczne wyposażenie bibliotek i konserwacja zbiorów. Dał się poznać także jako bibliograf. Był autorem tekstów wspomnieniowych, artykułów biograficznych, tekstów z zakresu historii książki, życia uniwersytetu. Katalogi i opracowania wystaw organizowanych przez bibliotekę w większości posiadają wstępy pióra dyrektora Cz. Począwszy od 1993 r. stał się stałym autorem tekstów do „Głosu Uczelni”, na łamach którego opublikowano ponad 70 artykułów. Pisał także felietony do toruńskiej „Gazety Miejskiej” oraz do czasopisma „Ziemia Michałowska”. Wartą zauważenia inicjatywą wydawniczą S. Cz. była, ciesząca się sporym powodzeniem, seria pięciu kalendarzy uniwersyteckich (2000–2003, na rok 2001 ukazały się 2 kalendarze), które przedstawiały i promowały zabytkowe i najcenniejsze zbiory (cimelia) Biblioteki, m.in. Srebrną Bibliotekę księcia Albrechta Pruskiego, miniatury z rękopisu „Apokalipsy” Heinricha von Heslera. Wchodził w skład Komitetów Redakcyjnych dwóch ogólnopolskich czasopism bibliotekarskich: od 1991 r. „Przeglądu Bibliotecznego” oraz „Roczników Bibliotecznych” (od 1997 r.).
Oprócz zajęć z przysposobienia bibliotecznego, prowadził na toruńskim kierunku bibliotekoznawstwo i informacja naukowa konwersatoria i ćwiczenia z zakresu organizacji i zarządzania bibliotekami.

## Wybrane publikacje
- (współaut.:) Julian Gałczyński, Anna Sitarska, Problemy mechanizacji i automatyzacji w bibliotekach, [w:] O dalszą modernizację bibliotek polskich. VII Zjazd Bibliotekarzy Polskich w Zielonej Górze 6-8 czerwca 1975. Sekcja Organizacji i Metod Pracy w Bibliotece. [Warszawa], 1975, 63 s.
- (współaut.:) Julian Gałczyński, Anna Sitarska, Problemy mechanizacji i automatyzacji w bibliotekach, „Przegląd Biblioteczny” 1976, R. 44, z. 4, s. 325-349.
- (współaut.:) Maria Berenthal-Słobosz, Potrzeby profilaktyki i konserwacji w Bibliotece Uniwersyteckiej w Toruniu, „Studia o działalności i zbiorach Biblioteki Uniwersytetu Mikołaja Kopernika,” Cz. 1. Toruń 1980, s. 85-117.
- Ważniejsze zagadnienia metodyczne, organizacyjne i przebieg przeprowadzki Biblioteki Uniwersyteckiej w Toruniu do nowego budynku, „Studia o działalności i zbiorach Biblioteki Uniwersytetu Mikołaja Kopernika,” Cz. 1. Toruń 1980, s. 27-48.
- Ustawa z dnia 4 maja 1982 r. o szkolnictwie wyższym, „ Informator Bibliotekarza i Księgarza”, 1985, s. 145-155.
- Nowa pracownia konserwacji zbiorów Biblioteki Uniwersyteckiej w Toruniu, „Studia o działalności i zbiorach Biblioteki Uniwersytetu Mikołaja Kopernika,” Cz. 3. Toruń 1987, s. 31-62.
- Pracownicy Biblioteki Uniwersyteckiej w czterdziestoleciu 1945-1985, „Studia o działalności i zbiorach Biblioteki Uniwersytetu Mikołaja Kopernika,” Cz. 5. Toruń 1990, s. 47-61.
- Darmstadt i Marburg liczą na nas. (Klucz leży w Toruniu), „Głos Uczelni,” 1996, nr 12, s. 19.
- On the occasion of the Fiftieth Anniversary of the University Library of the Nicholas Copernicus University, [w:] The role and functions of a modern academic library , proceedings of the Conference organized on 50th Anniversary of the Nicholas Copernicus University Toruń, 27-29 September 1995, ed. by Joan M. Day and Maria Śliwińska, Toruń 1997, s. 15-21.
- Książki i ludzie ze wszystkich stron. (52 Targi Książki we Frankfurcie nad Menem, 17-23 X), „Głos Uczelni” 2000, nr 9, s. 13.
- Jak to ze zmianami było, [w:] Bibliotekarz dziedzinowy w bibliotekach akademickich : materiały z seminarium zorganizowanego przez Bibliotekę Główną UMK w dniach 26-27 października 2000 r. w Toruniu, oprac. Anna Bogłowska, Jolanta Szewczak, Toruń 2001, s. 83-87.
- Czas ucieka, kalendarze zostają. Rozmowa z mgr. Stefanem Czają, inicjatorem wydawanych corocznie kalendarzy UMK, Rozmawiał Wojciech Streich, „Głos Uczelni,” 2002, nr 1, s. 12.
- (współaut.:) Julian Gałczyński, Anna Sitarska, Problemy mechanizacji i automatyzacji w bibliotekach. O dalszą modernizację bibliotek polskich [zmieniona wersja referatu Sekcji Organizacji i Metod Pracy w Bibliotece na VII Zjeździe Bibliotekarzy Polskich w Zielonej Górze, 6-8 czerwca 1975 r.], [w:] Anna Sitarska, Z warsztatu bibliografa (współudz. Stefan Czaja [et al.]). Białystok 2006, s. 64-83. (Z prac naukowych Książnicy Podlaskiej nr 2).

## Działalność w organizacjach poza bibliotecznych
Należał i działał w różnych organizacjach społecznych, politycznych czy naukowych. Po ukończeniu studiów został członkiem Związku Nauczycielstwa Polskiego (1967–1982), zaś w latach 1970–1988 należał do PZPR. Jeszcze w czasie studiów zapisał się do PTTK. Współpracował i był częstym gościem spotkań Towarzystwa Bibliofilów im. Joachima Lelewela w Toruniu, którego członkiem został pod koniec życia.
Stefan Czaja zmarł 3 lipca 2003 r., 9 lipca pochowany został na cmentarzu przy ul. Wybickiego w Toruniu.

## Nagrody i odznaczenia
W 1978 r. został odznaczony Brązowym Krzyżem Zasługi, a w 1985 r. Srebrnym Krzyżem Zasługi. W 1990 r. otrzymał Nagrodę Ministra Kultury. Dnia 19 lutego 2004 r. podczas corocznego Święta Uczelni uhonorowano go pośmiertnym medalem „Za zasługi położone dla rozwoju uczelni”.